# Desmod
Desmod est un groupe de rock Slovaque formé en 1996 dans la ville de Nitra. La formation originale est totalement différente de l'actuelle. Ne trempant pas que dans le rock pur, il leur arrive aussi de virer sur des rythmes soft rock et pop rock. Desmod est actuellement un des groupes les plus célèbres en Slovaquie et en République tchèque.

## Membres
- Kuly (chant)
- Dušan Minka (basse)
- Jano Škorec (batterie)
- Rišo Synčák (guitare)
- Rišo Nagy (guitare)

## Albums
Studio albums
- 001 (2000)
- Mám chuť… (2001)
- Derylov svet (2003)
- Skupinová terapia (2004)
- Uhol pohľadu (2006)
- Kyvadlo (2007)
- Vitajte na konci sveta (2010)